# Leichtathletik-Weltmeisterschaften 2013/Speerwurf der Männer

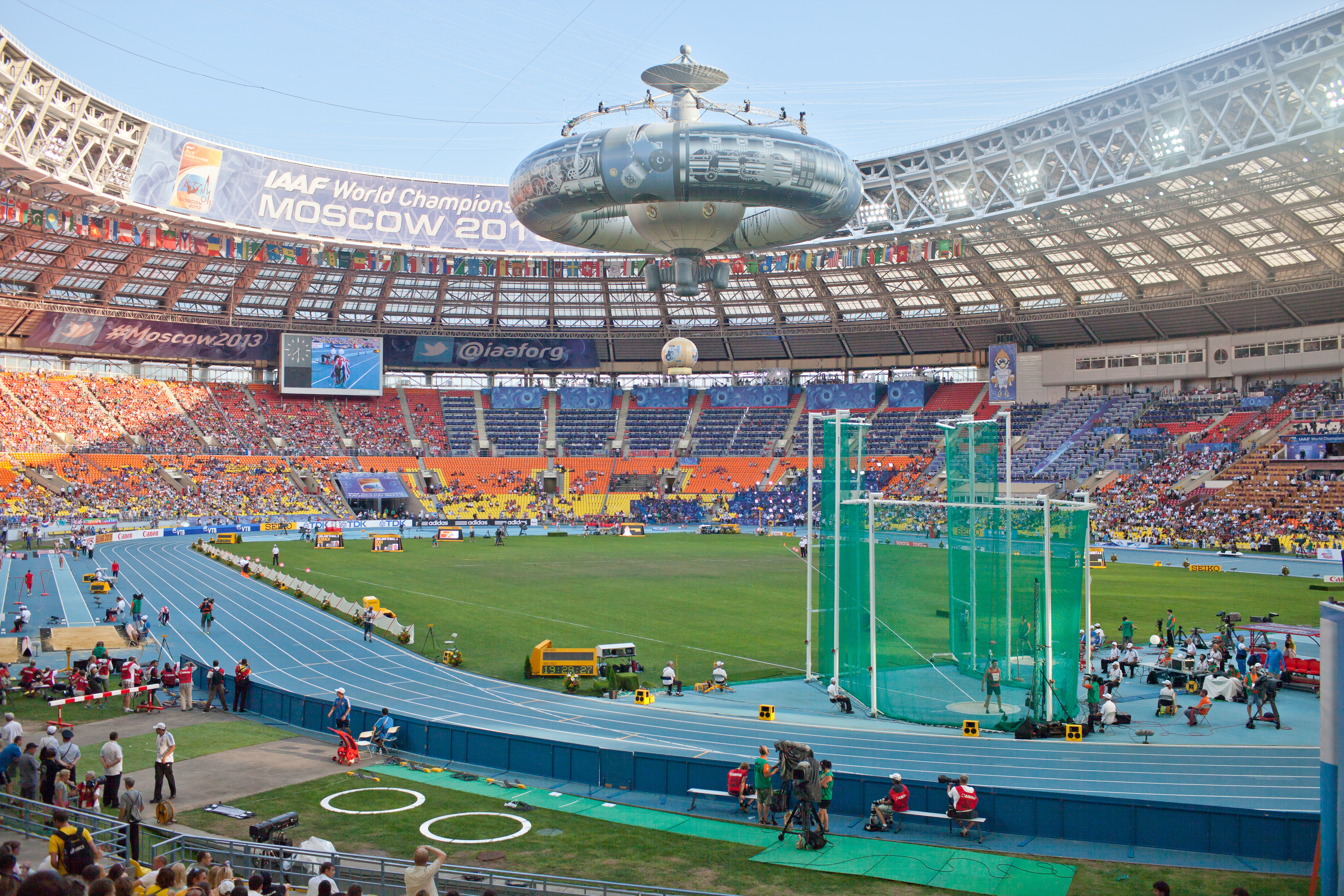
Das Olympiastadion Luschniki während der Weltmeisterschaften

Der  Speerwurf  der Männer bei den Leichtathletik-Weltmeisterschaften 2013 wurde am 15. und 17. August 2013 im Olympiastadion Luschniki der russischen Hauptstadt Moskau ausgetragen.
Weltmeister wurde der tschechische Olympiadritte von 2012 und amtierende Europameister Vítězslav Veselý.

Auf den zweiten Platz kam der finnische Weltmeister von 2007, Olympiadritte von 2008, Vizeeuropameister von 2006 und EM-Dritte von 2010 Tero Pitkämäki.

Bronze ging an den für Russland startenden Dmitri Tarabin, der neben der russischen auch die Staatsbürgerschaft der Republik Moldau besaß und sich 2010 dafür entschieden hatte, von da an für Russland zu starten.

## Bestehende Rekorde
| Weltrekord               | 98,48 m | Jan Železný | Jena, Deutschland           | 25. Mai 1996    |
| Weltmeisterschaftsrekord | 92,80 m | Jan Železný | WM 2001 in Edmonton, Kanada | 12. August 2001 |

Der bestehende WM-Rekord wurde bei diesen Weltmeisterschaften nicht eingestellt und nicht verbessert.
Im Finale am 17. August wurde ein Landesrekord aufgestellt:

85,40 m – Julius Yego, Kenia

## Doping
Der ursprünglich fünftplatzierte Ukrainer Roman Awramenko wurde wegen Dopingvergehens mittels Oral-Turinabol disqualifiziert:
Es gab Benachteiligungen für einen Athleten im Finale und einen Werfer in der Qualifikation. Unter Zugrundelegung der erzielten Resultate waren dies:
- Risto Mätas, Estland – Ihm wurden als Achtem nach Abschluss der Vorrunde im Finale drei Würfe im Endkampf der besten Acht vorenthalten.
- Fatih Avan, Türkei – Ihm wurde als Gesamtzwölftem aus beiden Qualifikationsgruppen die Finalteilnahme verwehrt.

## Legende
Kurze Übersicht zur Bedeutung der Symbolik – so üblicherweise auch in sonstigen Veröffentlichungen verwendet:
| – | verzichtet                            |
| x | ungültig                              |
| r | Wettkampf nicht fortgesetzt (retired) |

## Qualifikation
33 Teilnehmer traten in zwei Gruppen zur Qualifikationsrunde an. Die Qualifikationsweite für den direkten Finaleinzug betrug 82,50 m. Drei Athleten übertrafen diese Marke (hellblau unterlegt). Das Finalfeld wurde mit den neun nächstplatzierten Sportlern auf zwölf Werfer aufgefüllt (hellgrün unterlegt). So mussten schließlich 80,18 m für die Finalteilnahme erbracht werden.

### Gruppe A
15. August 2013, 9:30 Uhr
| Platz | Name                | Nation              | Resultat (m) | 1. Versuch (m) | 2. Versuch (m) | 3. Versuch (m) |
| 1     | Tero Pitkämäki      | Finnland            | 84,39        | 84,39          | –              | –              |
| 2     | Andreas Thorkildsen | Norwegen            | 83,05        | x              | 79,45          | 83,05          |
| 3     | Ivan Zaysev         | Usbekistan          | 81,53        | 81,53          | x              | –              |
| 4     | Vítězslav Veselý    | Tschechien          | 81,51        | x              | 81,51          | –              |
| 5     | Julius Yego         | Kenia               | 80,88        | 79,56          | x              | 80,88          |
| 6     | Kim Amb             | Schweden            | 80,84        | 80,84          | x              | 80,37          |
| 7     | Stuart Farquhar     | Neuseeland          | 80,73        | 80,73          | x              | 76,73          |
| 8     | Bernhard Seifert    | Deutschland         | 80,02        | 80,02          | x              | x              |
| 9     | Guillermo Martínez  | Kuba                | 79,67        | 79,67          | 77,88          | 76,70          |
| 10    | Keshorn Walcott     | Trinidad und Tobago | 78,78        | 78,78          | x              | 75,84          |
| 11    | Alexei Towarnow     | Russland            | 78,43        | 74,15          | 73,25          | 78,43          |
| 12    | Marcin Krukowski    | Polen               | 76,93        | x              | x              | 76,93          |
| 13    | Waleri Iordan       | Russland            | 76,92        | 76,92          | 72,79          | 73,70          |
| 14    | Hamish Peacock      | Australien          | 76,33        | 70,61          | 76,33          | 75,31          |
| 15    | Thomas Röhler       | Deutschland         | 74,45        | 71,88          | 74,45          | 73,67          |
| 16    | Uladsimir Kaslou    | Belarus             | 72,66        | 72,66          | 67,79          | x              |

In Qualifikationsgruppe A ausgeschiedene Speerwerfer:

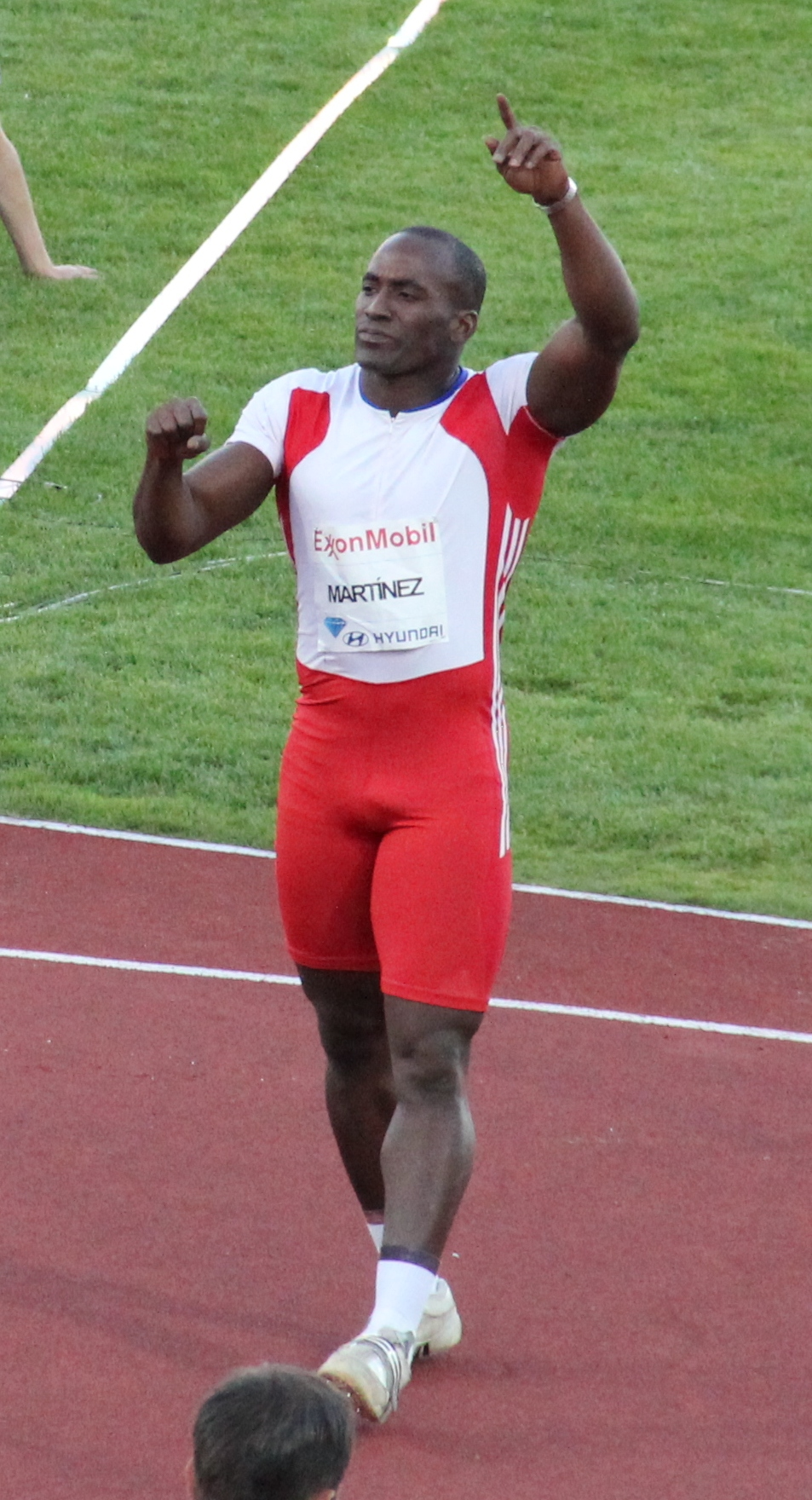
Guillermo Martínez Rang neun mit 79,67 m
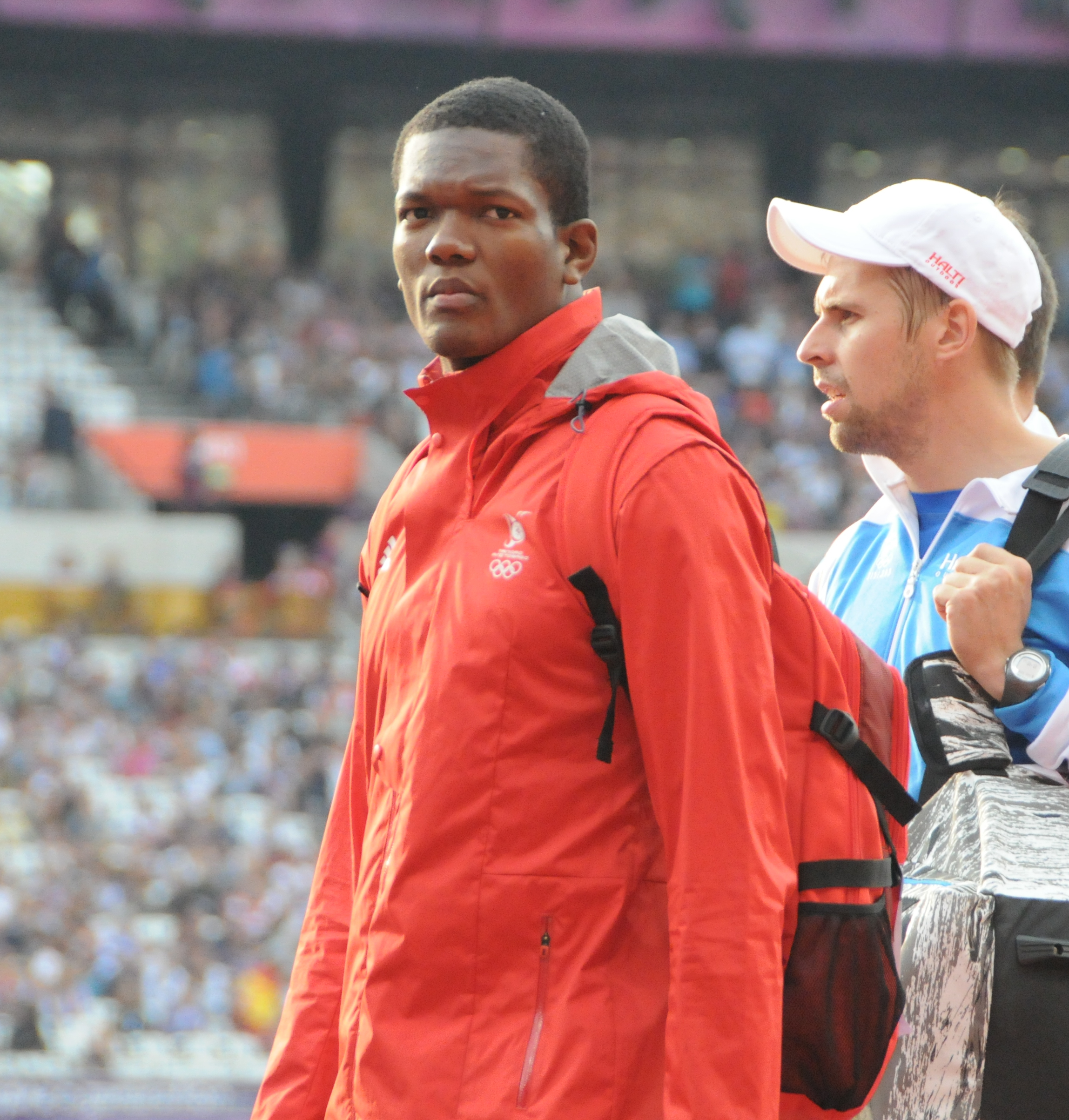
Keshorn Walcott Rang zehn mit 78,78 m
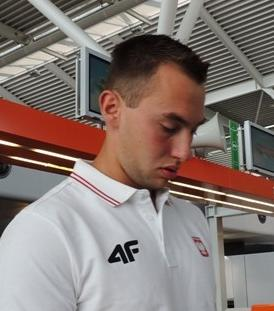
Marcin Krukowski Rang zwölf mit 76,93 m
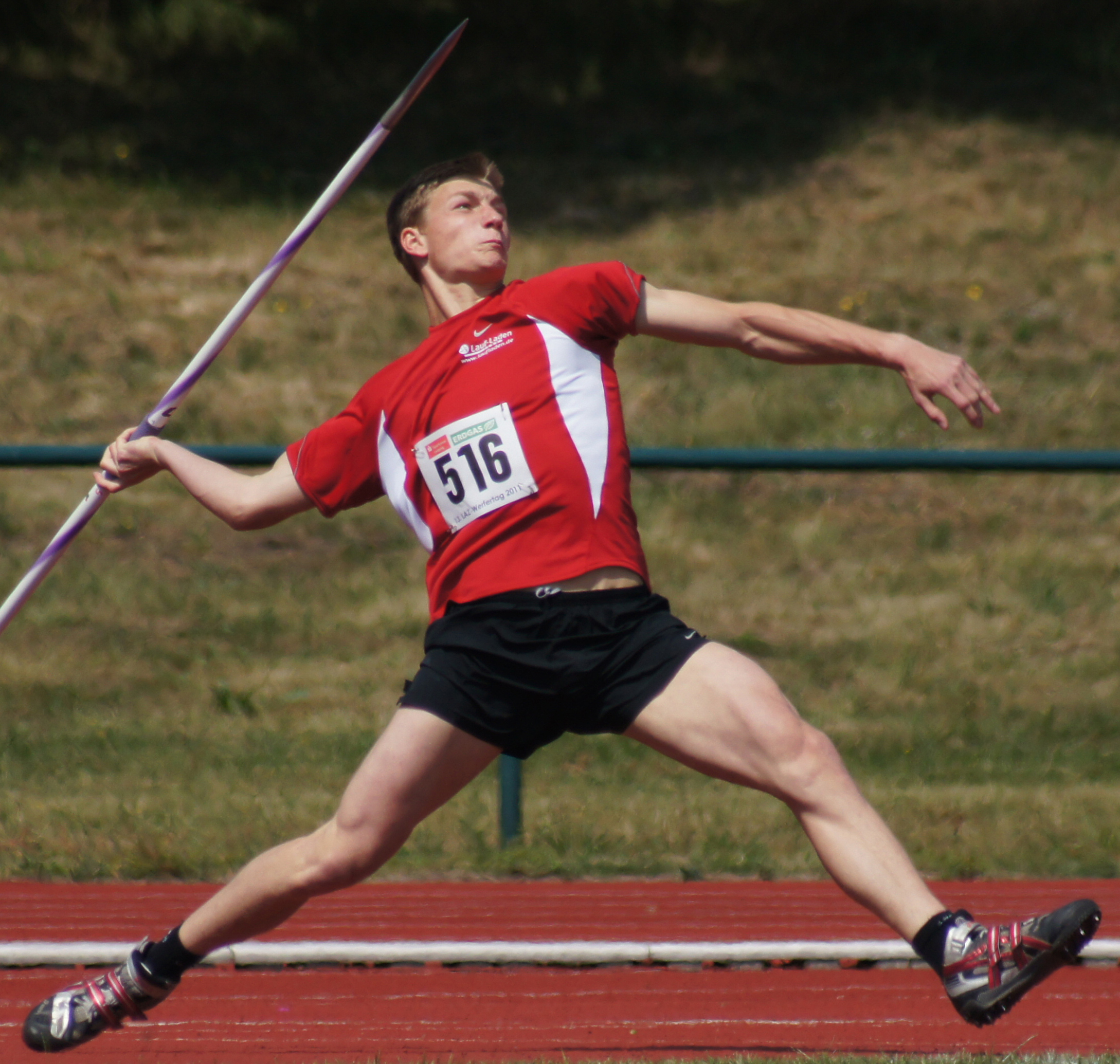
Thomas Röhler Rang fünfzehn mit 74,45 m

### Gruppe B

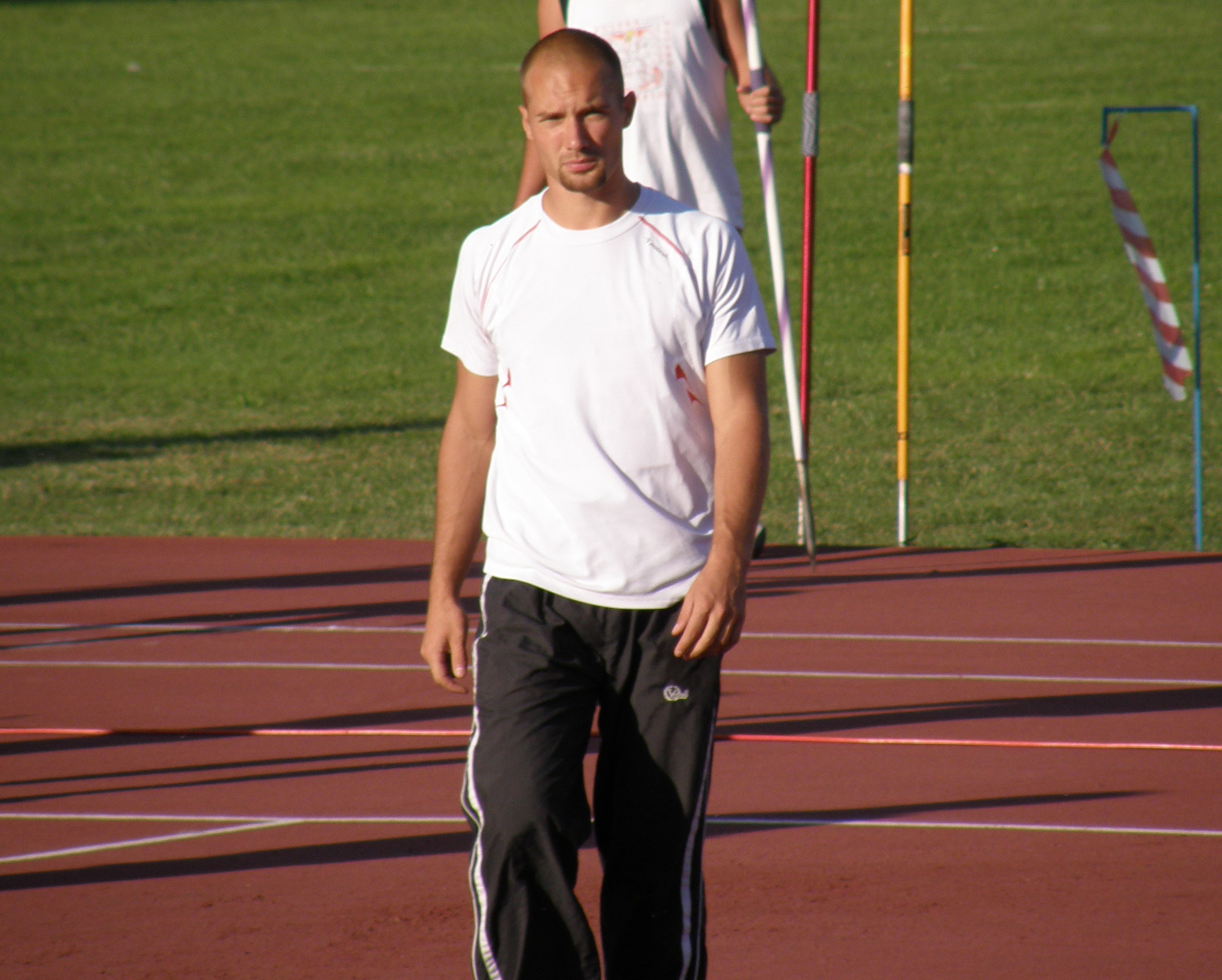
Łukasz Grzeszczuk Rang dreizehn mit 74,72 m
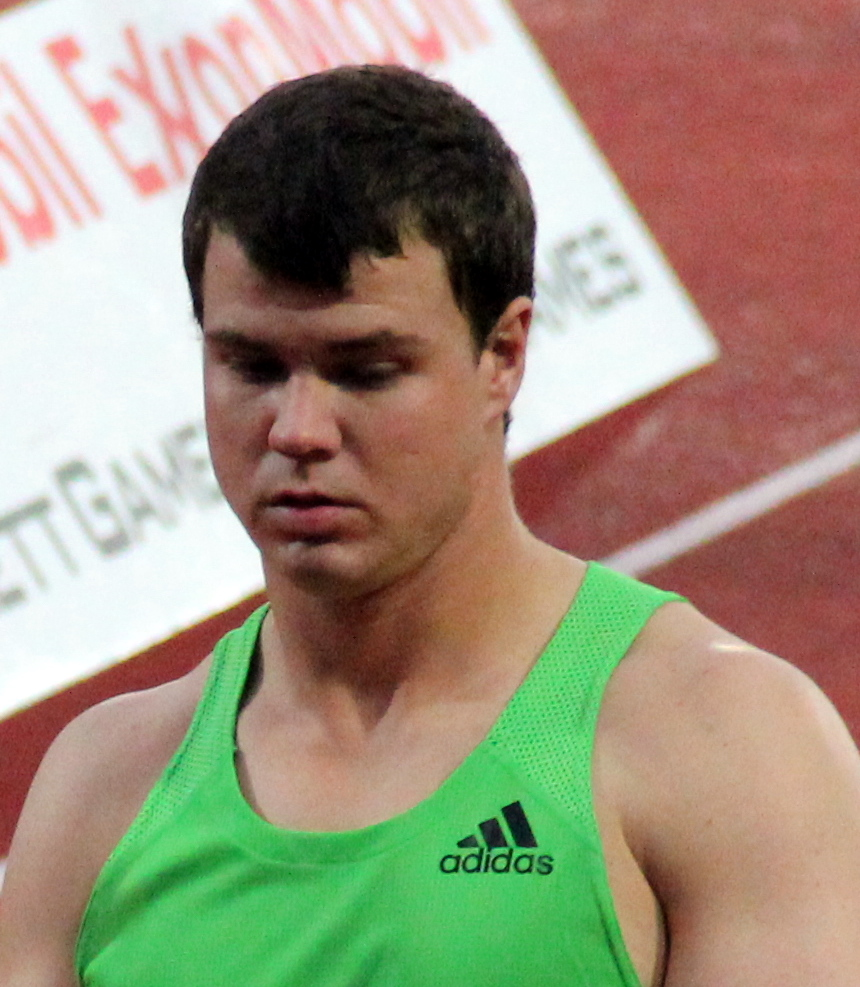
John Robert Oosthuizen Rang fünfzehn mit 74,36 m

15. August 2013, 11:00 Uhr
| Platz | Name                   | Nation              | Resultat (m) | 1. Versuch (m) | 2. Versuch (m) | 3. Versuch (m) | Anmerkung                              |
| 1     | Ihab Abdelrahman       | Ägypten             | 83,62        | 83,62          | –              | –              |                                        |
| 2     | Antti Ruuskanen        | Finnland            | 81,36        | 80,02          | 81,36          | –              |                                        |
| 3     | Dmitri Tarabin         | Russland            | 81,32        | x              | 81,32          | –              |                                        |
| 4     | Risto Mätas            | Estland             | 80,18        | 79,25          | x              | 80,18          |                                        |
| 5     | Fatih Avan             | Türkei              | 80,09        | 78,09          | 79,93          | 80,09          | eigentlich für das Finale qualifiziert |
| 6     | Vadims Vasiļevskis     | Lettland            | 79,68        | 79,09          | 77,59          | 79,68          |                                        |
| 7     | Teemu Wirkkala         | Finnland            | 79,50        | 79,50          | 78,54          | 79,26          |                                        |
| 8     | Víctor Fatecha         | Paraguay            | 79,03        | 76,13          | 79,03          | x              |                                        |
| 9     | Riley Dolezal          | USA                 | 78,76        | 72,96          | 78,76          | 77,25          |                                        |
| 10    | Yukifumi Murakami      | Japan               | 77,75        | 77,75          | x              | 76,74          |                                        |
| 11    | Zhao Qinggang          | Volksrepublik China | 77,61        | 76,23          | 76,78          | 77,61          |                                        |
| 12    | Lars Hamann            | Deutschland         | 77,10        | 77,10          | 74,75          | 72,00          |                                        |
| 13    | Łukasz Grzeszczuk      | Polen               | 74,72        | 74,72          | x              | x              |                                        |
| 14    | Gabriel Wallin         | Schweden            | 74,66        | 74,66          | x              | x              |                                        |
| 15    | John Robert Oosthuizen | Südafrika           | 74,36        | 74,36          | 70,99          | x              |                                        |
| 16    | Leslie Copeland        | Fidschi             | 72,30        | 70,56          | 72,30          | 68,46          |                                        |
| DOP   | Roman Awramenko        | Russland            | 80,37        | 76,73          | 79,91          | 80,37          | für das Finale zugelassen              |

In Qualifikationsgruppe B ausgeschiedene Speerwerfer:

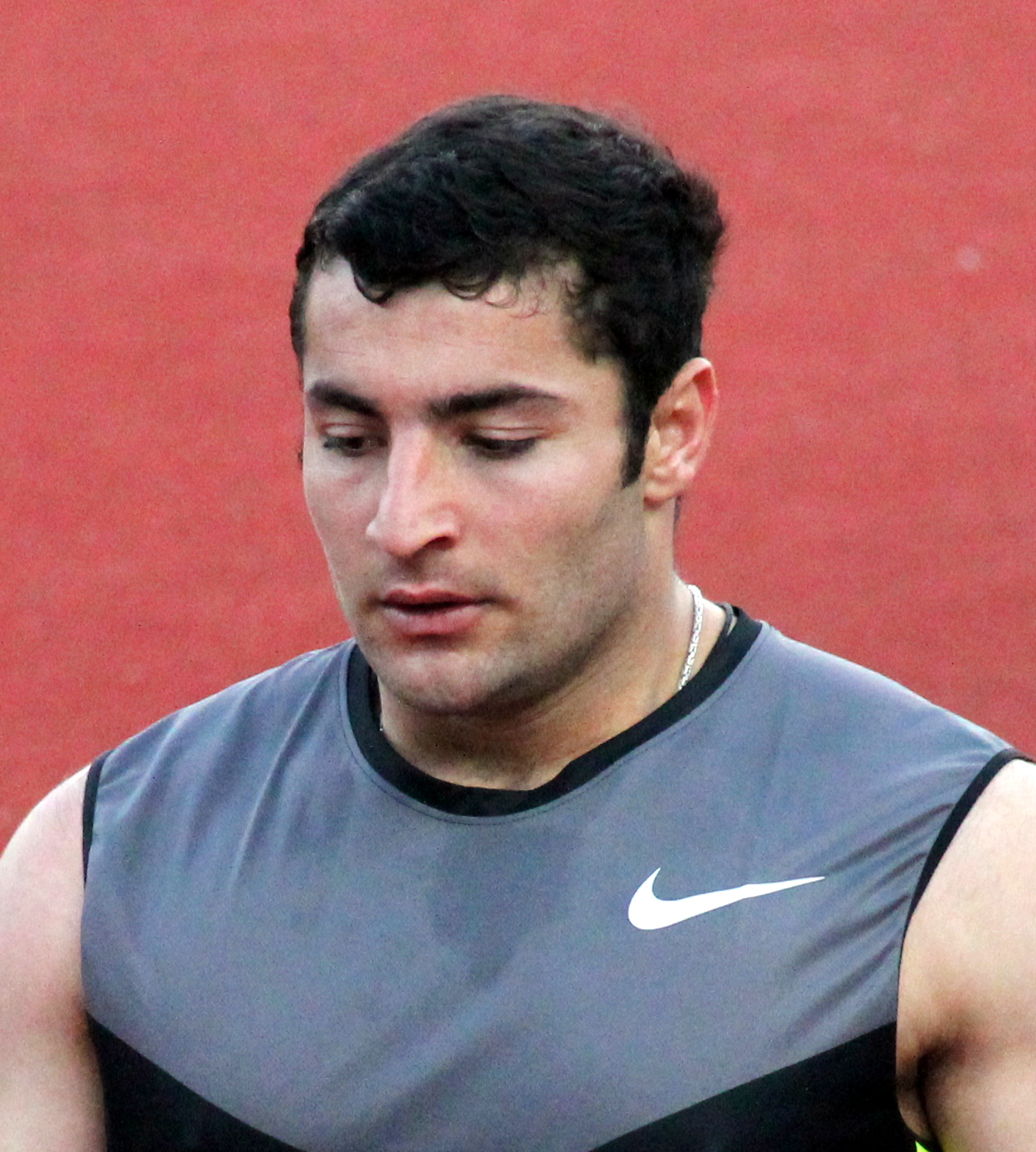
Fatih Avan schied mit seinen 80,09 m nur aus, weil ein gedopter Werfer vor ihm lag
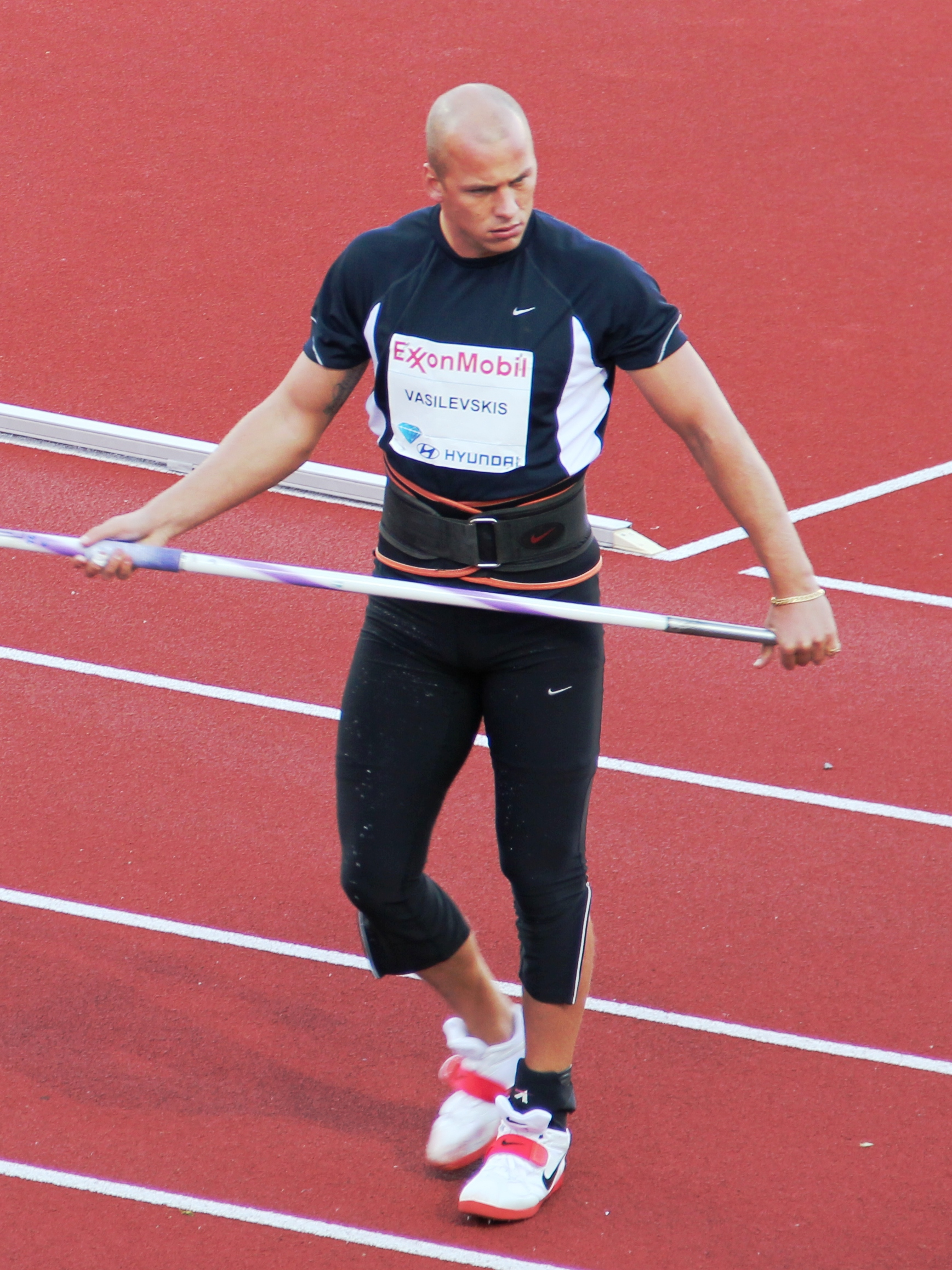
Vadims Vasiļevskis Rang sechs mit 79,68 m
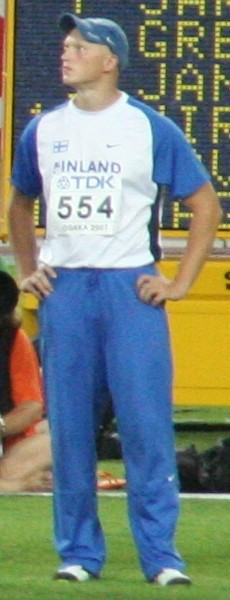
Teemu Wirkkala Rang sieben mit 79,50 m
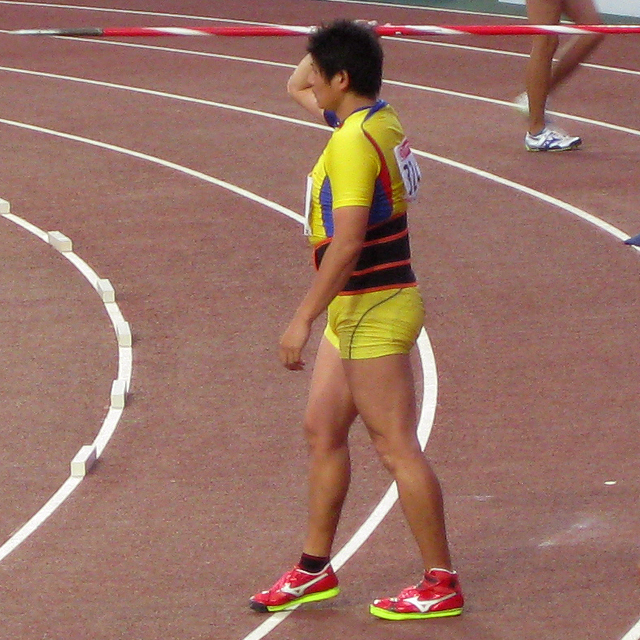
Yukifumi Murakami Rang zehn mit 77,75 m

- Łukasz Grzeszczuk
Rang dreizehn mit 74,72 m
- John Robert Oosthuizen
Rang fünfzehn mit 74,36 m

## Finale
17. August 2013, 18:35 Uhr
| Platz | Name                | Nation     | Resultat (m) | 1. Versuch (m) | 2. Versuch (m) | 3. Versuch (m) | 4. Versuch (m)                                | 5. Versuch (m)                                | 6. Versuch (m)                                |
| 1     | Vítězslav Veselý    | Tschechien | 87,17        | 87,17          | 78,80          | 81,21          | 83,80                                         | x                                             | r                                             |
| 2     | Tero Pitkämäki      | Finnland   | 87,07        | 83,40          | 86,88          | 87,07          | 85,67                                         | x                                             | 85,22                                         |
| 3     | Dmitri Tarabin      | Russland   | 86,23        | x              | 84,38          | x              | 82,25                                         | x                                             | 86,23                                         |
| 4     | Julius Yego         | Kenia      | 85,40 NR     | 80,60          | x              | 81,13          | x                                             | 85,40                                         | 81,20                                         |
| 5     | Antti Ruuskanen     | Finnland   | 81,44        | 77,96          | 80,32          | x              | x                                             | 75,86                                         | 81,44                                         |
| 6     | Andreas Thorkildsen | Norwegen   | 81,06        | 80,93          | 76,82          | x              | 80,62                                         | 81,06                                         | r                                             |
| 7     | Ihab Abdelrahman    | Ägypten    | 80,94        | 79,02          | 78,57          | 80,94          | 78,70                                         | 76,85                                         | x                                             |
| 8     | Risto Mätas         | Estland    | 80,03        | 78,32          | 78,87          | 80,03          | eigentlich zu drei weiteren Würfen berechtigt | eigentlich zu drei weiteren Würfen berechtigt | eigentlich zu drei weiteren Würfen berechtigt |
| 9     | Stuart Farquhar     | Neuseeland | 79,24        | 79,24          | 75,72          | x              | nicht im Finale der besten acht Werfer        | nicht im Finale der besten acht Werfer        | nicht im Finale der besten acht Werfer        |
| 10    | Kim Amb             | Schweden   | 78,91        | 77,64          | 76,28          | 78,91          | nicht im Finale der besten acht Werfer        | nicht im Finale der besten acht Werfer        | nicht im Finale der besten acht Werfer        |
| 11    | Ivan Zaysev         | Usbekistan | 78,33        | 74,58          | 78,33          | 77,72          | nicht im Finale der besten acht Werfer        | nicht im Finale der besten acht Werfer        | nicht im Finale der besten acht Werfer        |
| DOP   | Roman Awramenko     | Russland   | 82,05        | 81,32          | x              | 80,12          | 82,05                                         | 78,61                                         | 80,80                                         |

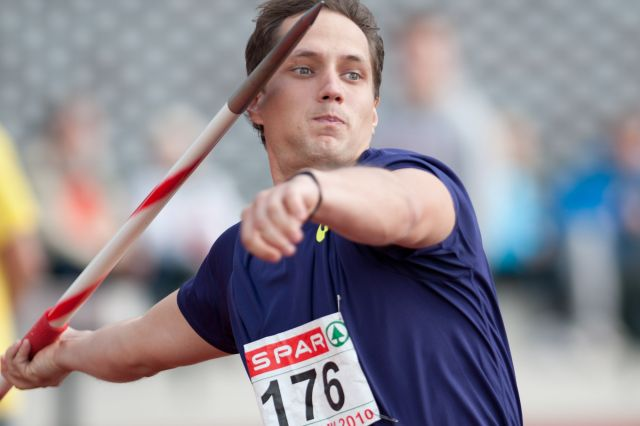
WM-Titel für den Olympiadritten von 2012 und amtierenden Europameister Vítězslav Veselý
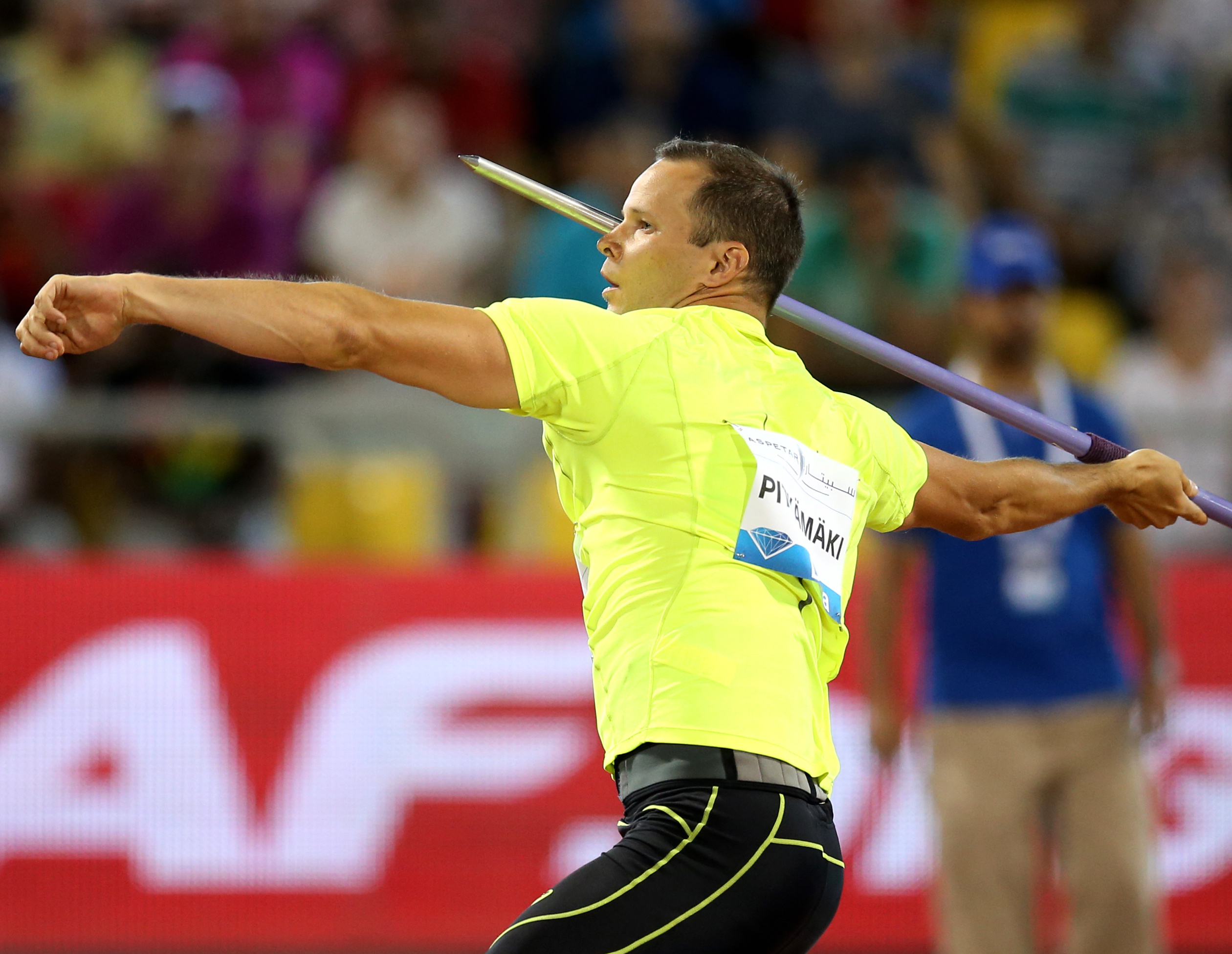
Als Vizeweltmeister erweiterte Tero Pitkämäki, unter anderem Weltmeister von 2007 und Olympiadritter von 2008 seine Sammlung um eine weitere Medaille
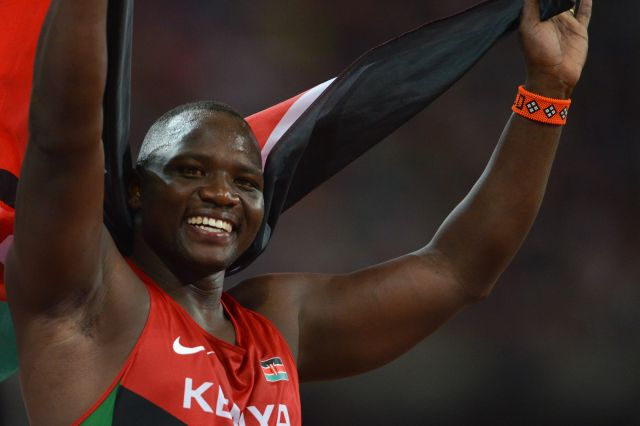
Julius Yego – Rang vier mit neuem Landesrekord für Kenia
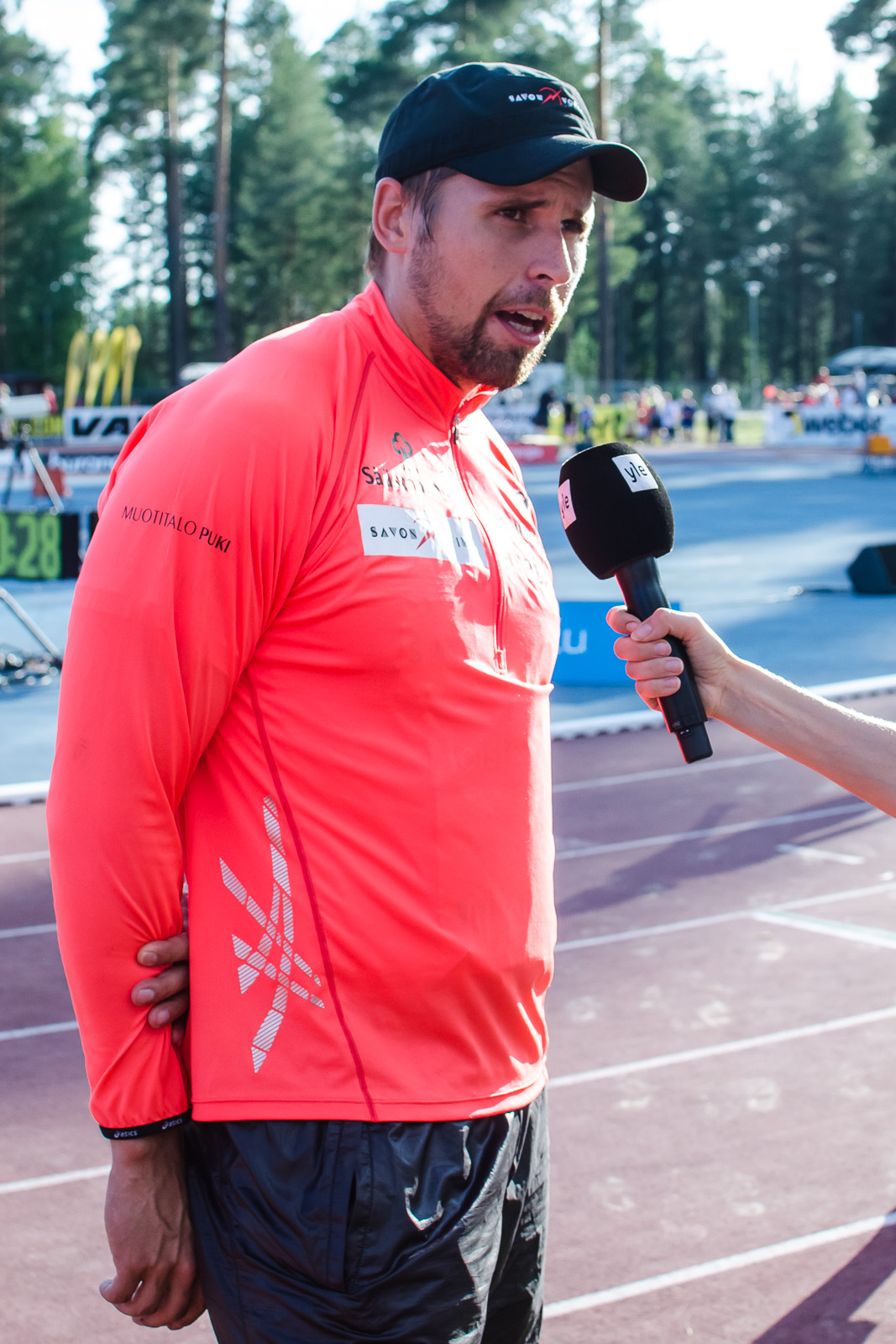
Antti Ruuskanen, 2012 Olympiazweiter, kam auf den fünften Platz
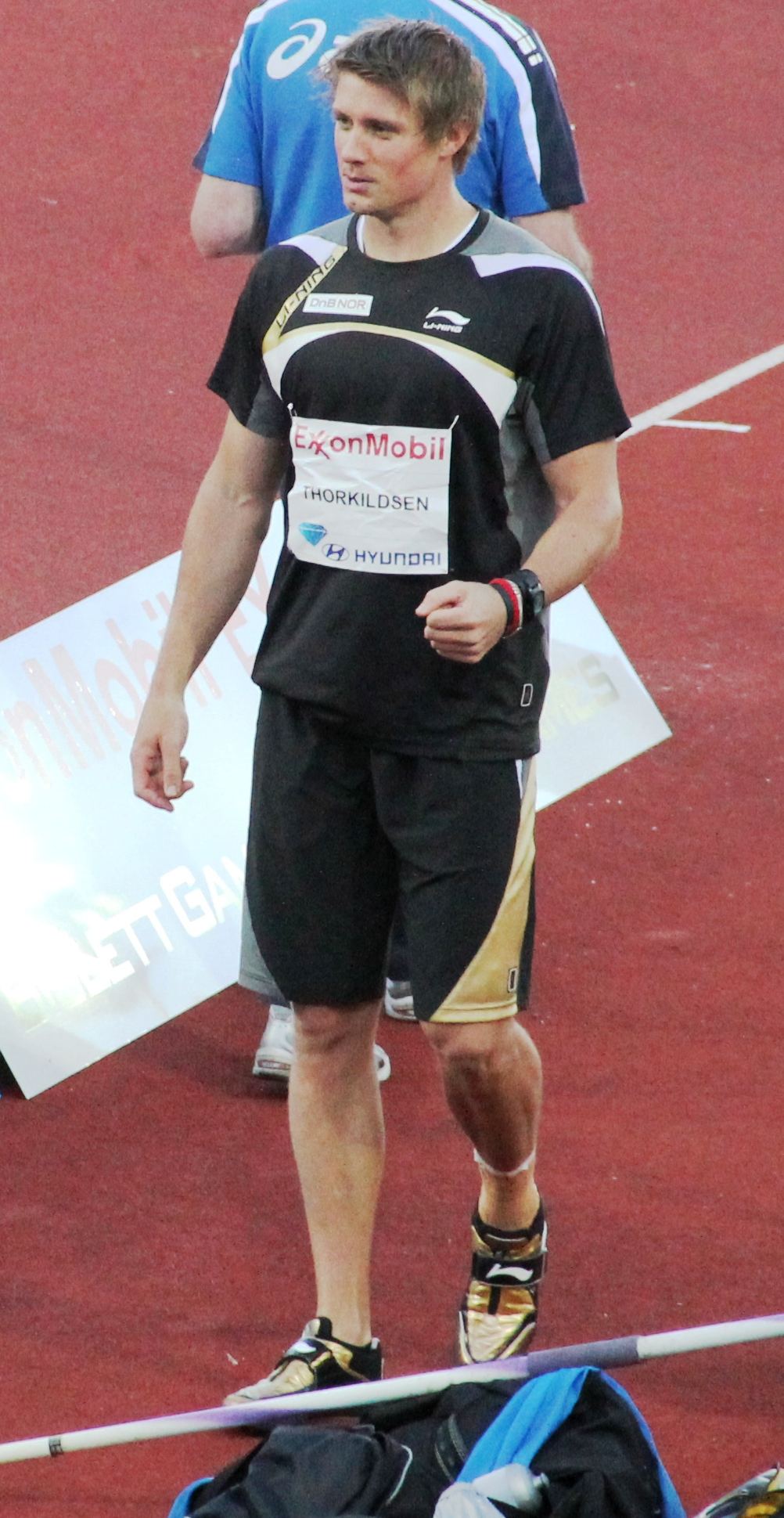
Andreas Thorkildsen, zweifacher Olympiasieger (2004/2008), Weltmeister von 2009 und zweifacher Europameister (2006/2010), ging als Sechster medaillenleer aus
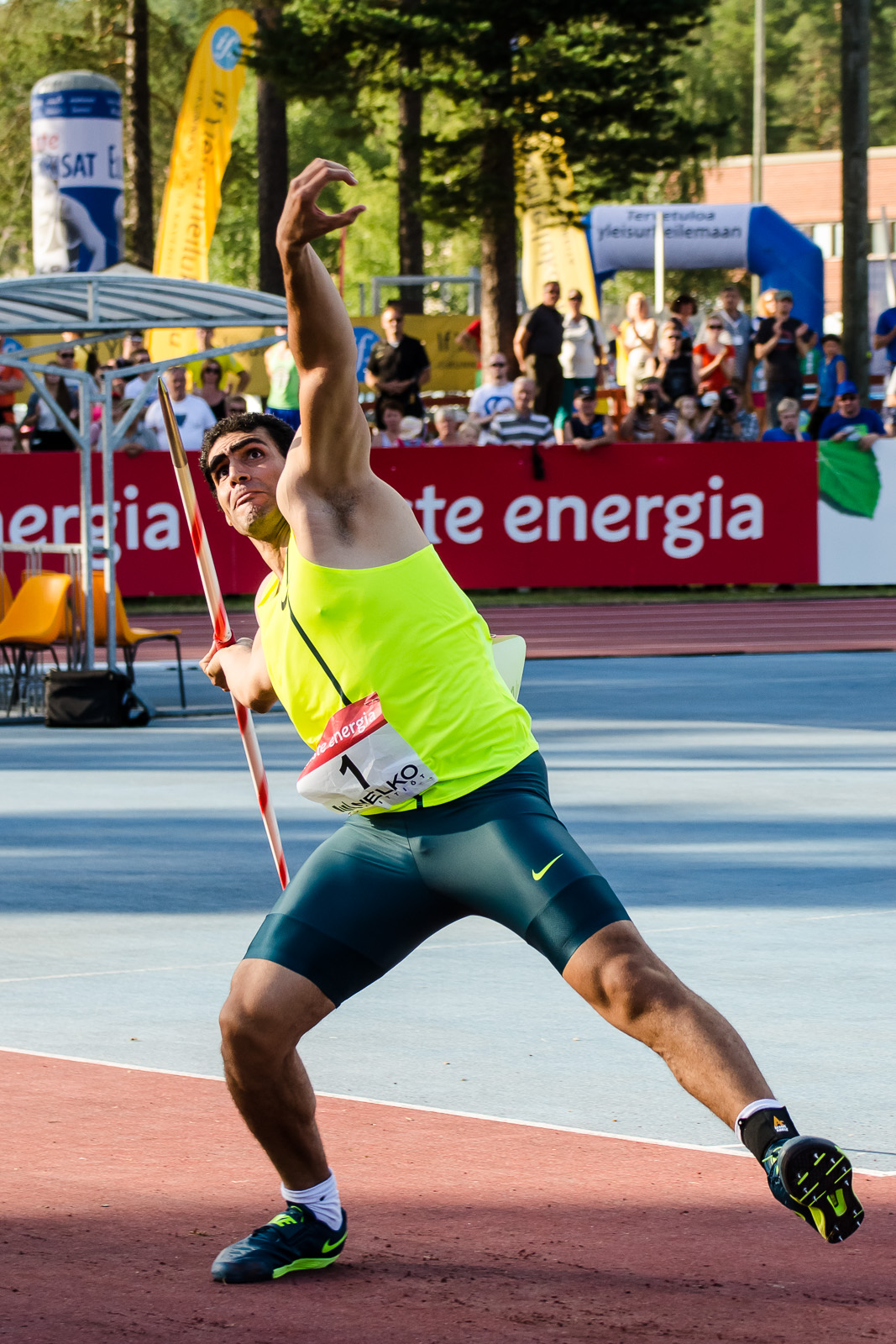
Ihab Abdelrahman belegte Rang sieben
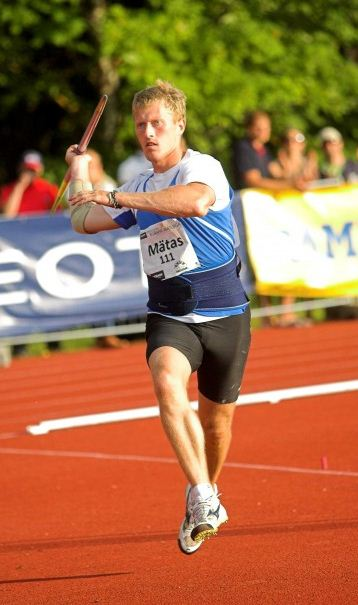
Dem achtplatzierten Risto Mätas wurden drei Würfe im Finale der besten Acht vorenthalten, weil ein gedopter Werfer vor ihm lag
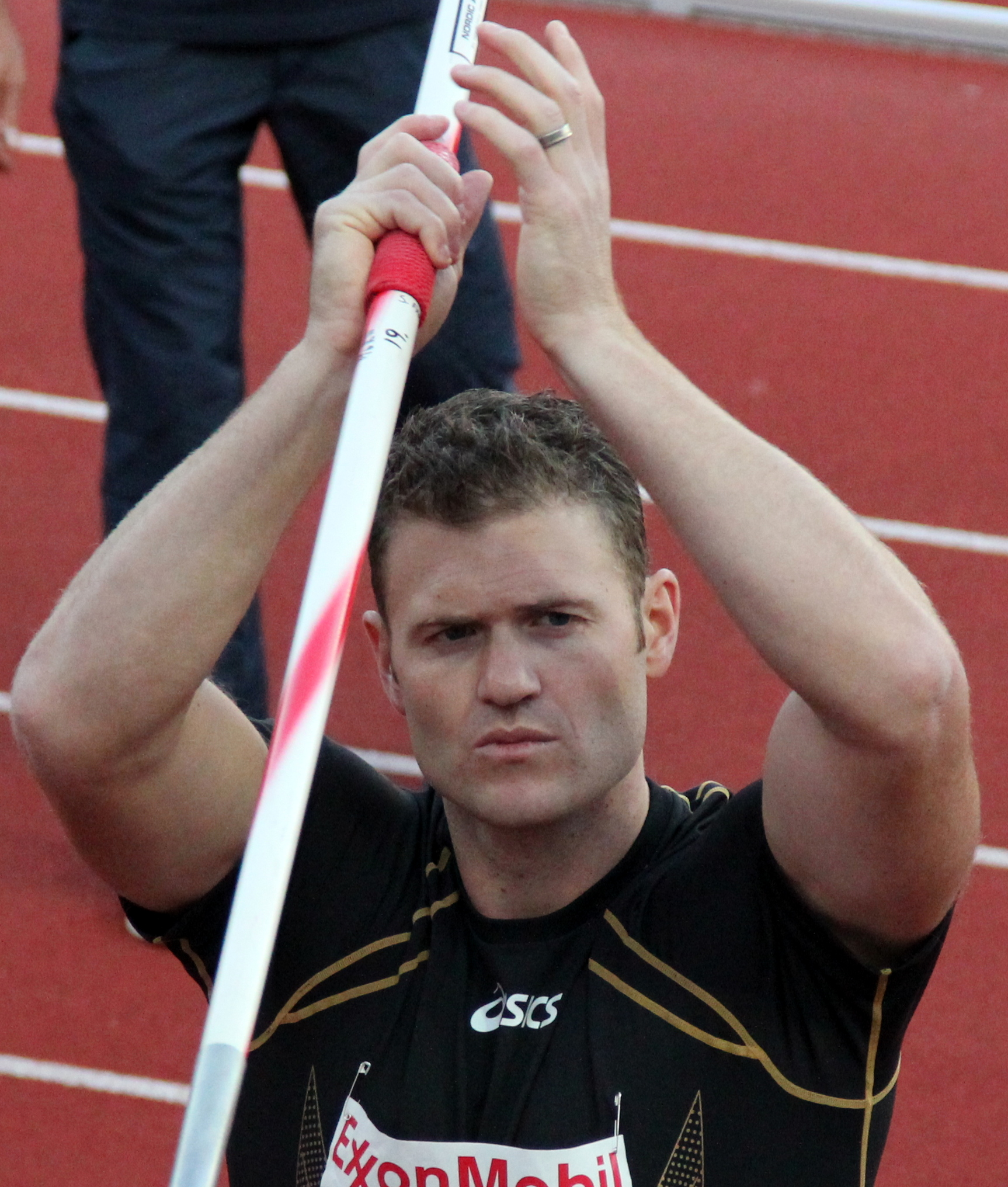
Stuart Farquhar erreichte Platz neun
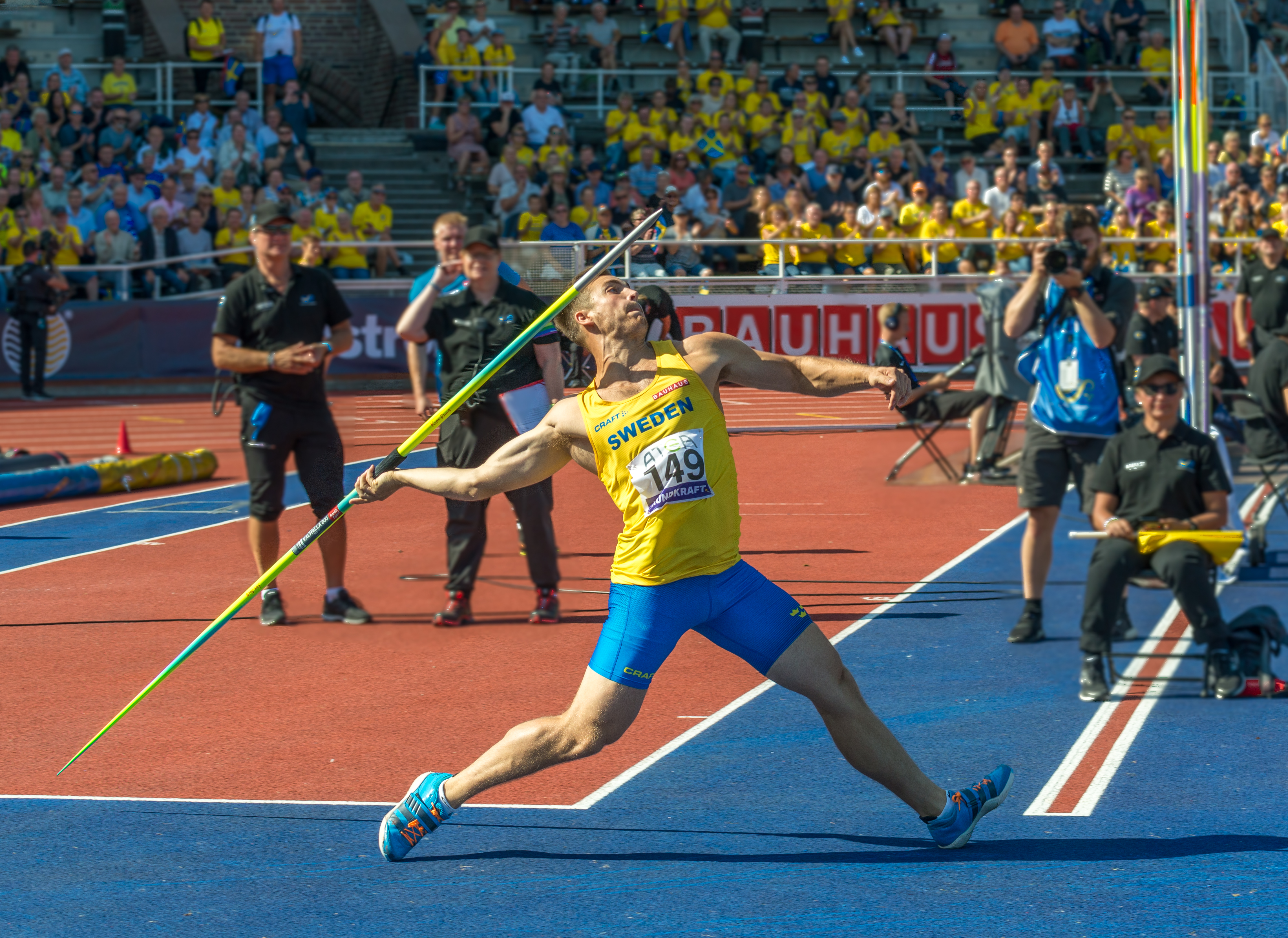
Kim Amb wurde Zehnter
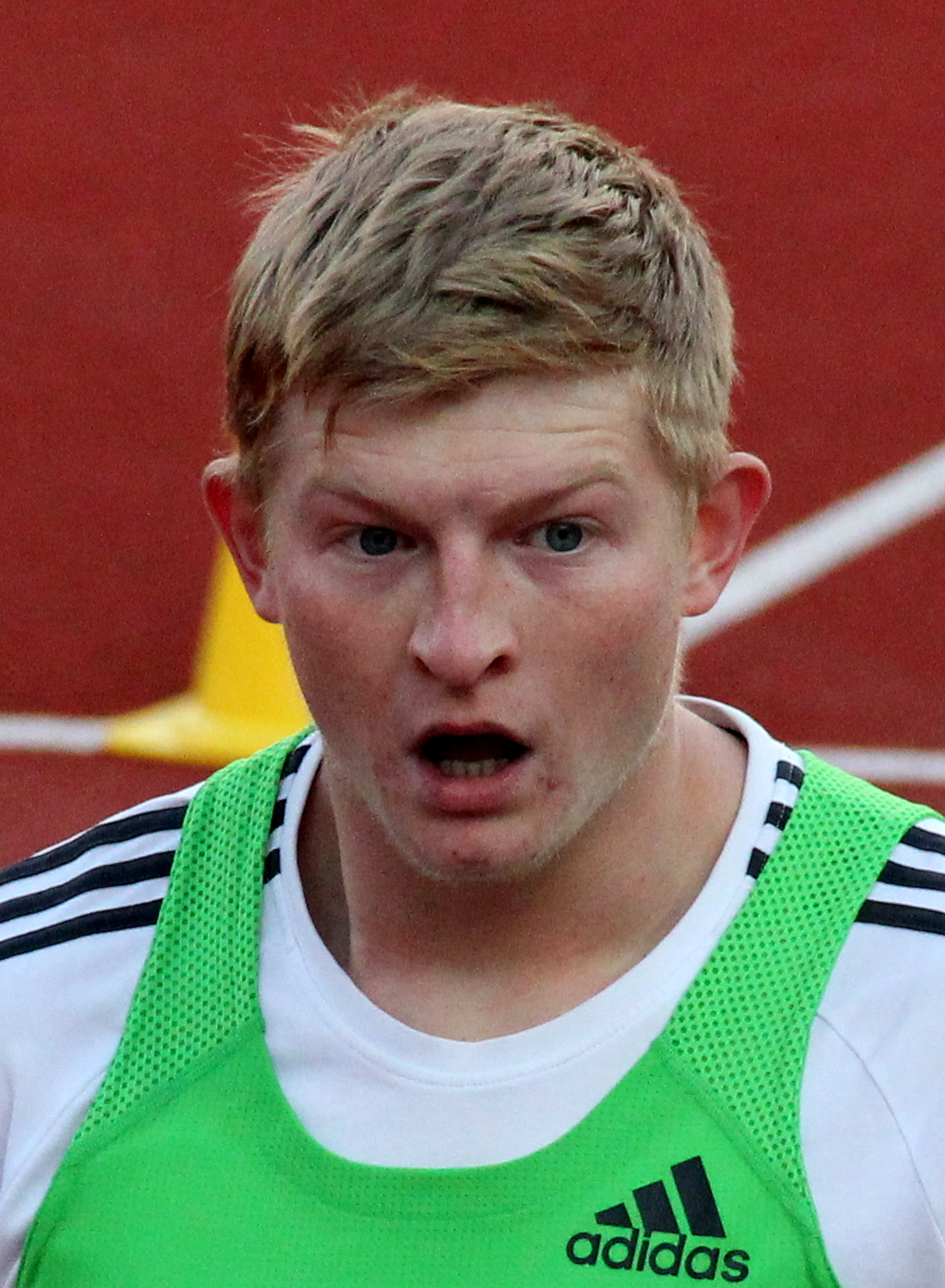
Rang elf für Ivan Zaytsev
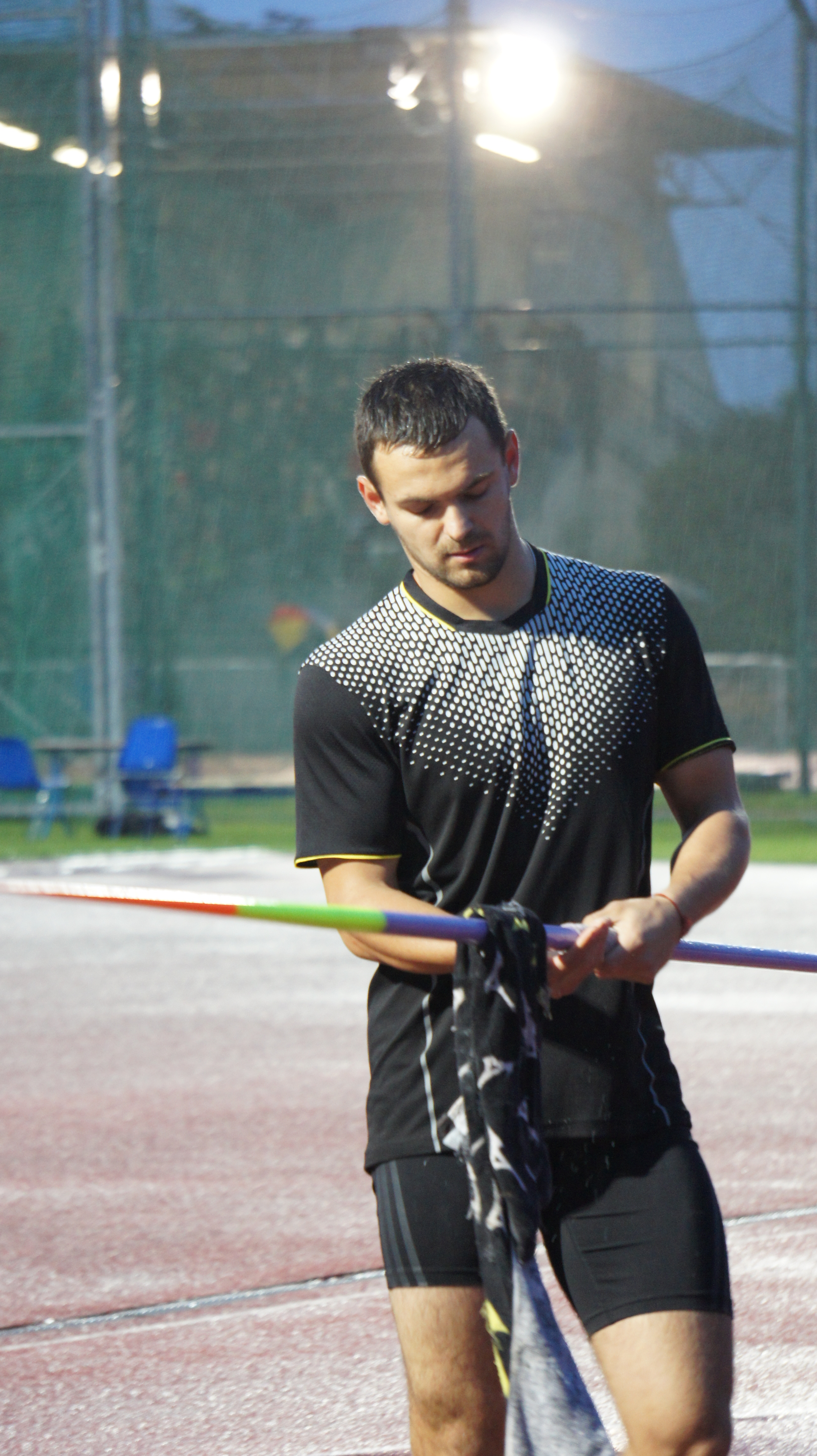
Roman Awramenko – gedopt mittels Oral-Turinabol und disqualifiziert

## Video
- Moscow 2013 - Javelin Throw Men - Final, youtube.com, abgerufen am 29. Januar 2021